# Моглен, Эбен
Эбен Моглен (англ. Eben Moglen; род. 13 июля 1959) — профессор права и истории права Колумбийского университета, юрист «Фонда свободного программного обеспечения».

## Биография
Вырос в западной части Манхэттена, ещё ребёнком начал увлекаться компьютерами. В 1973 году, в возрасте 14 лет, он начал писать программы для Scientific Time Sharing Corporation. В 26 лет был юристом, секретарём судьи Тергуда Маршалла. Позже он получил докторскую степень по истории из Йеля. Он также был юристом Фонда свободного программного обеспечения , возглавляемого Ричардом М. Столлманом, который защищал способность компьютерных учёных, хакеров и любителей создавать программное обеспечение, не связанное авторскими правами, лицензиями и патентами.
Моглен был частью команды защиты Филипа Циммерманна, когда тот находился под следствием по поводу экспорта Pretty Good Privacy.

## Взгляды на свободное программное обеспечение
Моглен утверждает, что свободное программное обеспечение является основополагающим условием демократического и свободного общества, в котором мы окружены техникой и зависим от неё. Баланса власти в обществе можно достичь только при условии, что доступ к контролю над этой техникой будет открыт всем с помощью свободного ПО.
«Метафорическое следствие Моглена из закона Фарадея» гласит, что Интернет позволяет своего рода индукцию мыслей. При наличии Интернета поток идей порождается вращением Земли. Этот поток возрастает, если падает сопротивление, под которым Моглен понимает действия тех, кто «владеет» интеллектуальной собственностью и желает заработать на всеобщем невежестве.
В феврале 2011 года Моглен создал Freedom Box Foundation для разработки программного обеспечения для маленьких серверов FreedomBox. FreedomBox — персональные серверы, на которых работает только бесплатное программное обеспечение, с акцентом на анонимное и безопасное общение. Первая версия FreedomBox, версия 0.1, вышла в 2012 году.

## Цитаты
Вот великий моральный вопрос двадцать первого века: если всё знание, вся культура, всё искусство, вся полезная информация могут быть бесплатно даны всем по той же цене, по которой они даны каждому; если все могут иметь всё, везде, всё время, то как можно морально оправдать исключение кого бы то ни было?
Оригинальный текст (англ.)
The great moral question of the twenty-first century is this: if all knowing, all culture, all art, all useful information can be costlessly given to everyone at the same price that it is given to anyone; if everyone can have everything, anywhere, all the time, why is it ever moral to exclude anyone?